# 戏剧影视文学
戏剧影视文学简称戏文，是門一个艺术类专业（部分艺术类专业院校会将影视文学和戏剧文学分为两个专业），其目的是培养电影、电视剧、舞台剧等作品的编剧人才。由于此专业要求学生拥有较高的艺术鉴赏能力，因此部分毕业生也成为了影视作品评论家。